# Maxim Cojocaru
Maxim Cojocaru (Chisináu, 13 de enero de 1998) es un futbolista moldavo que juega en la demarcación de centrocampista para el F. C. Petrocub Hîncești de la Superliga de Moldavia.

## Selección nacional
Tras jugar en las categorías inferiores, finalmente hizo su debut con la selección de fútbol de Moldavia el 7 de septiembre de 2019 en un partido de clasificación para la Eurocopa 2020 contra Islandia que finalizó con un resultado de 3-0 a favor del combinado islandés tras los goles de Kolbeinn Sigþórsson, Birkir Bjarnason y Jón Böðvarsson.

## Clubes
| Club                        | País     | Año       | Partidos | Goles |
| --------------------------- | -------- | --------- | -------- | ----- |
| F. C. Dacia Chișinău        | Moldavia | 2016-2018 | 72       | 7     |
| F. K. Ventspils             | Letonia  | 2018      | 6        | 0     |
| F. C. Petrocub Hîncești     | Moldavia | 2018      | 16       | 0     |
| F. C. Sheriff Tiraspol      | Moldavia | 2019-2022 | 40       | 5     |
| F. C. Petrocub Hîncești     | Moldavia | 2022-2023 | 40       | 6     |
| A. F. C. Chindia Târgoviște | Rumania  | 2023-2024 | 24       | 0     |
| Oțelul Galați               | Rumania  | 2024-2025 | 21       | 0     |
| F. C. Petrocub Hîncești     | Moldavia | 2025-     |          |       |

## Palmarés

### Campeonatos nacionales
| Título            | Club                   | País     | Año  |
| ----------------- | ---------------------- | -------- | ---- |
| Divizia Națională | F. C. Sheriff Tiraspol | Moldavia | 2019 |
| Copa de Moldavia  | F. C. Sheriff Tiraspol | Moldavia | 2019 |
| Divizia Națională | F. C. Sheriff Tiraspol | Moldavia | 2021 |